# Список депутатів Верховної ради РРФСР I скликання
Список депутатів Верховної ради РРФСР I скликання включає 727 депутатів, обраних 26 червня 1938 року. Депутати Верховної ради РРФСР I скликання працювали з 1938 по 1947 рік.

## А
1. Абдуллін Хусаїн Хасанович, Башкирська АРСР
2. Абрамов Олександр Дмитрович, Вологодська область
3. Абрамова Агрипіна Олександрівна, Івановська область
4. Абубакиров Мінгаз Абубакирович, Татарська АРСР
5. Абисов Павло Дормидонтович, Далекосхідний край
6. Аганичов Петро Миколайович, Свердловська область
7. Агафонов Андрій Федорович, Татарська АРСР
8. Агібалов Павло Олексійович, Горківська область
9. Агроскін Йосип Ілліч, Омська область
10. Александров Володимир Олександрович, Московська область
11. Алексєєв Іван Олексійович, Ленінград
12. Алексєєва Ганна Григорівна, Ленінградська область
13. Алексєєнко Антон Пахомович, Красноярський край
14. Алпатов Іван Миколайович, Челябінська область
15. Аммосов Петро Васильович, Якутська АРСР
16. Андрєєв Андрій Андрійович, Новосибірська область
17. Андрєєв Михайло Григорович, Ленінград
18. Андрєєв Микита Дмитрович, Куйбишевська область
19. Андрєєва Антоніна Омелянівна, Ленінградська область
20. Андрєєва Зоя Ананіївна, Чуваська АРСР
21. Андріанов Василь Михайлович, Сталінградська область
22. Андросов Борис Арсентійович, Смоленська область
23. Анісімов Олексій Михайлович, Далекосхідний край
24. Аношин Іван Семенович, АРСР Німців Поволжя
25. Антонов Дмитро Іванович, Челябінська область
26. Антонов Сергій Іванович, Ленінградська область
27. Антонов Федір Семенович, Алтайський край
28. Антонова Катерина Антонівна, Чуваська АРСР
29. Аплаєв Петро Миколайович, Свердловська область
30. Аппаєв Хасан Джашауович, Кабардино-Балкарська АРСР
31. Аралов Віктор Олександрович, Івановська область
32. Арбулієв Магомед Магомедович, Дагестанська АРСР
33. Ардашев Костянтин Платонович, Удмуртська АРСР
34. Архипов Василь Михайлович, Марійська АРСР

## Б
1. Бабенко Георгій Калинович, Кримська АРСР
2. Бабін Михайло Федорович, Куйбишевська область
3. Багаєв Сергій Йосипович, Ярославська область
4. Бадаєв Олексій Єгорович, Воронезька область
5. Базанов Іван Андрійович, Саратовська область
6. Баландін Іван Ананійович, Ленінградська область
7. Баранов Олексій Олексійович, Орджонікідзевський край
8. Барсова Валерія Володимирівна, Москва
9. Баришев Степан Микитович, Горьковська область
10. Батамиров Анатолій Михайлович, Воронезька область
11. Бахмуров Петро Васильович, Челябінська область
12. Башкардін Ілля Семенович, Красноярський край
13. Безгуб Федір Васильович, Орджонікідзевський край
14. Беззаботнов Іван Демидович, Орловська область
15. Бєлахов Леонід Юліанович, Омська область
16. Бєлов Петро Іванович, Горьковська область
17. Бєлоцерковець Марк Онуфрійович, Ленінградська область
18. Бенедиктов Іван Олександрович, Орджонікідзевський край
19. Бистров Іван Микитович, Тамбовська область
20. Бібіков Василь Миколайович, Калінінська область
21. Біглер Микола Соломонович, Далекосхідний край
22. Біймурзаєва Зулай, Дагестанська АРСР
23. Блюхер Василь Костянтинович, Далекосхідний край
24. Богатирьов Панас Данилович, Якутська АРСР
25. Бодильов Ілля Захарович, Москва
26. Боєчин Олексій Федорович, Курська область
27. Бойцов Василь Іванович, Орловська область
28. Бойцов Іван Павлович, Калінінська область
29. Болотов Іван Пилипович, Мурманська область
30. Большаков Дмитро Олексійович, Московська область
31. Большаков Іван Григорович, Івановська область
32. Большеменников Борис Павлович, Кіровська область
33. Бондаренова Віра Матвіївна, Іркутська область
34. Бондар Георгій Йосипович, Куйбишевська область
35. Борисов Микола Никанорович, Куйбишевська область
36. Борков Геннадій Андрійович, Воронезька область
37. Борцов Іван Іванович, Орловська область
38. Бочаров Іван Якович, Куйбишевська область
39. Боченко Іван Іванович, Воронезька область
40. Боярський Наум Якович, Свердловська область
41. Бровко Іван Карпович, Курська область
42. Бубнов Дмитро Михайлович, Тульська область
43. Буєвєров Олексій Матвійович, Красноярський край
44. Бузинкіна Віра Семенівна, Калінінська область
45. Буканов Василь Васильович, Московська область
46. Булганін Микола Олександрович, Москва
47. Бумагін Григорій Харитонович, Ленінградська область
48. Бурдиков Іван Васильович, Новосибірська область
49. Бурдін Іван Миколайович, Красноярський край
50. Бурова Віра Василівна, Оренбурзька область
51. Бусирева Анастасія Іванівна, Вологодська область
52. Бухарцев Олексій Іванович, Куйбишевська область
53. Бушмельов Михайло Федорович, Свердловська область

## В
1. Вавілов Сергій Іванович, Ленінград
2. Ваганова Тетяна Степанівна, Алтайський край
3. Вагапов Насип Хісматович, Татарська АРСР
4. Валик Володимир Семенович, Орловська область
5. Валухін Костянтин Миколайович, Свердловська область
6. Варавина Степанида Іванівна, Оренбурзька область
7. Васильєв Володимир Миколайович, АРСР Німців Поволжя
8. Васильєв Ілля Михайлович, Далекосхідний край
9. Васильєв Микола Михайлович, Московська область
10. Васильєв Федір Васильович, Ленінградська область
11. Ватолін Петро Олександрович, Воронезька область
12. Ватутіна Марія Іванівна, Краснодарський край
13. Вахмістров Сергій Миколайович, Тамбовська область
14. Вахрушев Василь Васильович, Тульська область
15. Вєдєнєєва Олена Петрівна, Воронезька область
16. Векшин Олександр Омелянович, Новосибірська область
17. Величко Іван Маркович, Красноярський край
18. Верясов Степан Іванович, Куйбишевська область
19. Вєтошкін Геннадій Васильович, Комі АРСР
20. Виноградов Іван Сергійович, Тульська область
21. Виноградова Марія Іванівна, Івановська область
22. Винокуров Микола Васильович, Калінінська область
23. Вислов Іван Макарович, Рязанська область
24. Вікторов Михайло Петрович, Свердловська область
25. Власов Іван Олексійович, Тульська область
26. Власов Петро Олександрович, Орловська область
27. Власова Олександра Олександрівна, Архангельська область
28. Вознесенський Микола Олексійович, Тульська область
29. Возяков Олексій Олександрович, Ленінградська область
30. Волков Михайло Олександрович, Саратовська область
31. Володін Володимир Якович, Саратовська область
32. Волохов Зотик Андрійович, Омська область
33. Волинський Семен Васильович, Архангельська область
34. Ворожбитов Іван Іванович, Ростовська область
35. Ворожцова Віра Кузьмівна, Кіровська область
36. Воронін Федір Миколайович, Горьковська область
37. Ворошилов Климент Єфремович, Сталінградська область

## Г
1. Гаглоєв Георгій Давидович, Північно-Осетинська АРСР
2. Газдієв Ельберт Ісаєвич, Чечено-Інгушська АРСР
3. Газов Леонід Петрович, Краснодарський край
4. Гайдуков Микита Васильович, Куйбишевська область
5. Галето Кузьма Корнилович, Алтайський край
6. Галімханов Закір Галімханович, Татарська АРСР
7. Галочкін Павло Васильович, Івановська область
8. Ганенко Іван Петрович, Новосибірська область
9. Гекман Олександр Іванович, АРСР Німців Поволжя
10. Гідаєв Сергій Миколайович, Мордовська АРСР
11. Глазунов Іван Григорович, Вологодська область
12. Глашкіна Ганна Михайлівна, Тульська область
13. Говоруха Євдокія Степанівна, Новосибірська область
14. Гогушев Мухаджир Асхадович, Орджонікідзевський край
15. Голишев Олександр Степанович, Свердловська область
16. Голишев Володимир Абрамович, Сталінградська область
17. Голованов Дмитро Іванович, Московська область
18. Головін Яким Пилипович, Свердловська область
19. Голубіна Тетяна Тимофіївна, Новосибірська область
20. Голяков Іван Терентійович, Смоленська область
21. Горбачов Марк Васильович, Карельська АРСР
22. Горбунова Марія Миколаївна, Татарська АРСР
23. Гордєєв Микола Кузьмич, Горьковська область
24. Горлін Олексій Романович, Свердловська область
25. Горячев Василь Олексійович, Тульська область
26. Градусов Петро Максимович, Орловська область
27. Грачов Микола Олександрович, Бурят-Монгольська АРСР
28. Греков Леонід Ігнатович, Сталінградська область
29. Гречкіна Зінаїда Михайлівна, Сталінградська область
30. Грибов Петро Петрович, Саратовська область
31. Григор'єв Іван Васильович, Ростовська область
32. Гриценко Олександр Васильович, Орловська область
33. Гришин Іван Тимофійович, Рязанська область
34. Громов Григорій Петрович, Ростовська область
35. Груздєв Іван Михайлович, Кіровська область
36. Грязнова Антоніна Семенівна, Далекосхідний край
37. Губін Василь Михайлович, Воронезька область
38. Губін Георгій Григорович, Омська область
39. Гуляєв Іван Андрійович, Саратовська область
40. Гусаров Микола Іванович, Свердловська область

## Д
1. Давидов Михайло Аркадійович, Горьковська область
2. Давидова Пелагія Панасівна, Архангельська область
3. Дагін Михайло Якович, Ростовська область
4. Дев'ятериков Павло Андрійович, Омська область
5. Дементьєв Василь Федорович, Архангельська область
6. Денисов Костянтин Омелянович, Воронезька область
7. Денисова Ганна Семенівна, Ярославська область
8. Дерунов Василь Іванович, Вологодська область
9. Дигай Григорій Федорович, Ростовська область
10. Діанов Родіон Георгійович, Ростовська область
11. Дінмухаметов Галей Афзалетдінович, Татарська АРСР
12. Дмитрієв Іван Тихонович, Орловська область
13. Дмитрієв Петро Ілліч, Москва
14. Дмитрієв Яків Петрович, Рязанська область
15. Дмитрієвих Олександр Олексійович, Кіровська область
16. Домніна Софія Степанівна, Горьковська область
17. Донський Володимир Олександрович, Ярославська область
18. Дорожкін Фрол Миколайович, Читинська область
19. Доронін Павло Іванович, Курська область
20. Дорофєєв Георгій Григорович, Башкирська АРСР
21. Дронов Георгій Севастьянович, Орловська область
22. Дубов Іван Васильович, Чуваська АРСР
23. Дуб'янський Олександр Андрійович, Воронезька область
24. Дудін Павло Михайлович, Далекосхідний край
25. Дукельський Семен Семенович, Башкирська АРСР
26. Дунаєвський Ісаак Йосипович, Ленінградська область
27. Душин Олександр Дмитрович, Свердловська область
28. Дьяконова Зінаїда Іванівна, Далекосхідний край

## Е
1. Емдін Лев Абрамович, Ленінград
2. Ердинєєва Долгоржап Бальшіївна, Бурят-Монгольська АРСР

## Є
1. Єгоров Микола Єгорович, Ленінград
2. Єгоров Яків Георгійович, Новосибірська область
3. Єгорова Надія Петрівна, Івановська область
4. Єжов Микола Іванович, Горьковська область
5. Єлькін Микола Іванович, Кіровська область
6. Ємельяненко Микола Васильович, Башкирська АРСР
7. Єна Віра Семенівна, Алтайський край
8. Єрьоменко Домна Дмитрівна, Курська область
9. Єрмілін Михайло Пилипович, Куйбишевська область
10. Єрцева Євфросинія Ігнатівна, Івановська область
11. Єршов Андрій Мартеміанович, Ярославська область
12. Єршов Володимир Олександрович, Краснодарський край
13. Єфремов Олександр Іларіонович, Москва
14. Єфремов Михайло Єрофійович, Алтайський край

## Ж
1. Жданов Андрій Олександрович, Ленінград
2. Жемчужина Поліна Семенівна, Ростовська область
3. Жердєв Іван Никифорович, Краснодарський край
4. Жильцов Микола Васильович, Ленінградська область
5. Жуковський Семен Борисович, Іркутська область
6. Жупахін Сергій Георгійович, Вологодська область
7. Журавльов Данило Арсентійович, Рязанська область
8. Журавльов Микола Миколайович, Куйбишевська область
9. Журбенко Олександр Спиридонович, Курська область
10. Журкіна Марія Михайлівна, Куйбишевська область

## З
1. Зайцев Микола Семенович, Оренбурзька область
2. Зайцев-Гольмер Михайло Федорович, Калінінська область
3. Закірова Зугре Закирівна, Татарська АРСР
4. Запорожець Олександр Іванович, Курська область
5. Зародов Олександр Миколайович, Вологодська область
6. Захаров Петро Іванович, Татарська АРСР
7. Зеганова Парасковія Юхимівна, Смоленська область
8. Зеленський Олександр Іванович, Новосибірська область
9. Зиков Анатолій Якович, Кіровська область
10. Зиков Петро Максимович, Калінінська область
11. Зіменков Іван Федорович, Сталінградська область
12. Зіміна Клавдія Андріївна, Ленінград
13. Зімічева Віра Василівна, Московська область
14. Зінічева Ганна Романівна, Вологодська область
15. Зіновський Антон Степанович, Калінінська область
16. Зінченко Семен Якович, Алтайський край
17. Злотников Михайло Аркадійович, Москва
18. Зобнєва Олена Михайлівна, Орловська область
19. Золотін Іван Гаврилович, Свердловська область
20. Золотухіна Марія Юхимівна, Дагестанська АРСР
21. Зубков Анатолій Іванович, Орловська область

## І
1. Ібрагімов Рахім Кирейович, Башкирська АРСР
2. Іванов Михайло Іванович, Калінінська область
3. Іванова Пелагія Іванівна, Удмуртська АРСР
4. Іванченкова Агрипіна Микитівна, Смоленська область
5. Іваньков Андрій Хомич, Новосибірська область
6. Іволгін Іван Леонтійович, Кіровська область
7. Ігнатьєв Анатолій Іванович, Ленінградська область
8. Ізмайлова Галія Гілязівна, Татарська АРСР
9. Ільїн Григорій Маркелович, Москва
10. Ільїн Гнат Федорович, Свердловська область
11. Ільясов Габідулла Хамідуллович, Башкирська АРСР
12. Іншаков Тихон Семенович, Московська область
13. Іщенко Любов Гнатівна, Ростовська область

## К
1. Кабанов Іван Григорович, Калінінська область
2. Кавалеров Тимофій Ілліч, Марійська АРСР
3. Каганович Лазар Мойсейович, Свердловська область
4. Казанцев Петро Іванович, Мордовська АРСР
5. Казьміна Наталія Кузьминічна, Московська область
6. Калабухов Карп Максимович, Ярославська область
7. Калагаєв Микита Іванович, Горківська область
8. Калінін Іван Якович, Калінінська область
9. Калінін Михайло Іванович, Ленінград
10. Калінкіна Парасковія Іванівна, Чуваська АРСР
11. Калмикова Євдокія Никифорівна, Курська область
12. Каменкова Катерина Володимирівна, Саратовська область
13. Каменська Марія Омелянівна, Челябінська область
14. Кандауров Іван Леонтійович, Курська область
15. Канкулов Маша Герандукович, Кабардино-Балкарська АРСР
16. Каннунніков Михайло Якович, Кіровська область
17. Каравашкіна Марія Георгіївна, Красноярський край
18. Караулов Григорій Олексійович, Омська область
19. Караух Дарія Федотівна, Краснодарський край
20. Карпов Павло Андрійович, Саратовська область
21. Карпова Олександра Михайлівна, Московська область
22. Картавенко Павло Миколайович, Орловська область
23. Карякін Іван Георгійович, Оренбурзька область
24. Катков Микола Микитович, Куйбишевська область
25. Кафтанов Сергій Васильович, Саратовська область
26. Качалов Володимир Якович, Ростовська область
27. Кашапов Султан Гільмутдинович, Башкирська АРСР
28. Кирилов Володимир Кирилович, Саратовська область
29. Кирилова Марія Павлівна, Куйбишевська область
30. Кірєєв Михайло Петрович, Москва
31. Кірзимов Олександр Ілліч, Дагестанська АРСР
32. Кленов Іван Ігнатович, Московська область
33. Кобякова Софія Павлівна, Смоленська область
34. Ковальов Віктор Олексійович, Тульська область
35. Ковальов Іван Володимирович, Смоленська область
36. Ковальов Олександр Антонович, Ленінградська область
37. Ковригін-Порфир'єв Микола Платонович, Бурят-Монгольська АРСР
38. Ковинєв Микола Георгійович, Алтайський край
39. Козлов Анатолій Петрович, Курська область
40. Козлов Георгій Васильович, Орджонікідзевський край
41. Козлов Гурій Опанасович, Сталінградська область
42. Козлов Марк Олександрович, Горьковська область
43. Козирьков Іван Трохимович, Тамбовська область
44. Колбасовський Іван Георгійович, Новосибірська область
45. Колесников Василь Тимофійович, Курська область
46. Кольцов Михайло Юхимович, Тамбовська область
47. Комаренко Лідія Єлисіївна, Якутська АРСР
48. Комаров Василь Миколайович, Оренбурзька область
49. Комаров Семен Іванович, Горьковська область
50. Комаров Сергій Пилипович, Новосибірська область
51. Комов Яків Іванович, Іркутська область
52. Кондрашин Тит Антонович, Свердловська область
53. Конорєв Інокентій Миронович, Новосибірська область
54. Коньков Василь Хомич, Тульська область
55. Коняєв Яків Венедиктович, Тамбовська область
56. Коняхіна Катерина Василівна, Тульська область
57. Копєйкін Василь Юхимович, Воронезька область
58. Копов Семен Васильович, Саратовська область
59. Копитова Ірина Володимирівна, Свердловська область
60. Корнєв Іван Володимирович, Татарська АРСР
61. Корнілов Петро Васильович, Челябінська область
62. Коробкін Андрій Артемович, Омська область
63. Коробов Михайло Іванович, Ленінградська область
64. Корольов Дмитро Дмитрович, Москва
65. Корольова Ганна Георгіївна, Сталінградська область
66. Корольова Марфа Арсеніївна, Ростовська область
67. Коротков Георгій Омелянович, Івановська область
68. Коршунов Іван Петрович, Курська область
69. Косарєв Олександр Васильович, Горьковська область
70. Костенко Василь Дементійович, Краснодарський край
71. Костромікіна Анастасія Андріївна, Алтайський край
72. Костюков Сергій Тимофійович, Смоленська область
73. Кофанова Ганна Киреївна, Краснодарський край
74. Кочетков Михайло Іванович, Далекосхідний край
75. Кошкін Андрій Никанорович, Чечено-Інгушська АРСР
76. Краснов Григорій Корнійович, Воронезька область
77. Краснова Марія Олександрівна, Московська область
78. Крекотень Сергій Митрофанович, Воронезька область
79. Криволапова Ганна Іванівна, Орджонікідзевський край
80. Кривошеїн Дмитро Олександрович, Ростовська область
81. Крилова Ганна Григорівна, Калінінська область
82. Кринін Семен Фоміч, Воронезька область
83. Крисін Іван Петрович, Рязанська область
84. Кропачова Марія В'ячеславівна, Ленінград
85. Крупін Дмитро Васильович, Ростовська область
86. Крюков Іван Олександрович, Ярославська область
87. Крюков Іван Васильович, Ярославська область
88. Кубанова Акліма Азаматівна, Орджонікідзевський край
89. Кудріна Матрона Василівна, Свердловська область
90. Кудрявцева Надія Семенівна, Орловська область
91. Кудряшов Трохим Павлович, Вологодська область
92. Кузнєцов Іван Матвійович, Свердловська область
93. Кузнєцов Леонід Якович, Новосибірська область
94. Кузнєцов Микола Герасимович, Далекосхідний край
95. Кузнєцов Микола Дмитрович, Алтайський край
96. Кузнєцов Микола Юхимович, Челябінська область
97. Кузнєцов Микола Єфремович, Калінінська область
98. Кузнєцов Павло Олександрович, Ярославська область
99. Кузнєцов Петро Абрамович, Тульська область
100. Кузнєцов Петро Федорович, Північно-Осетинська АРСР
101. Кузнєцов Федір Федотович, Куйбишевська область
102. Кузнєцова Олександра Григорівна, Сталінградська область
103. Кузнєцова Ганна Феофанівна, Вологодська область
104. Кузьмін Михайло Васильович, Новосибірська область
105. Кузьмін Петро Васильович, Свердловська область
106. Кузьміна Євдокія Іванівна, Тульська область
107. Кузьян Микола Євгенович, Читинська область
108. Куликов Костянтин Миколайович, Красноярський край
109. Куликов Федір Ілліч, Татарська АРСР
110. Купріянов Іване Миколайовичу, Мордовська АРСР
111. Курбатов Іван Гнатович, Смоленська область
112. Кучеренко Павло Петрович, Курська область
113. Кушаков Опанас Єфремович, Новосибірська область
114. Кущ Лаврентій Фірсович, Краснодарський край

## Л
1. Лаврентьєв Захар Лаврентійович, Омська область
2. Лагода Федір Абросимович, Куйбишевська область
3. Лазарєв Дмитро Олексійович, Московська область
4. Лакєєв Іван Олексійович, Московська область
5. Лаптєва Ганна Іванівна, Оренбурзька область
6. Лапшин Федір Георгійович, Челябінська область
7. Лапиріна Єлизавета Олександрівна, Смоленська область
8. Ласкіна Марія Антонівна, Рязанська область
9. Лебедєв Іван Кононович, Сталінградська область
10. Лебедєв-Кумач Василь Іванович, Москва
11. Левченко Гордій Іванович, Ленінград
12. Леонов Дмитро Сергійович, Читинська область
13. Леонтьєв Яків Петрович, Ярославська область
14. Лепішко Яків Іванович, Тамбовська область
15. Литвин Михайло Йосипович, Ленінград
16. Литвинов Максим Максимович, Ленінград
17. Лікомідов Олександр Федорович, Новосибірська область
18. Ліпатов Іван Васильович, Московська область
19. Лістенгурт Рафаїл Олександрович, Горьковська область
20. Лобанов Павло Павлович, Омська область
21. Лобачов Степан Єгорович, Тамбовська область
22. Лобков В'ячеслав Миколайович, Воронезька область
23. Логінов Микола Олексійович, Курська область
24. Лоскутов Іван Кузьмич, Горьковська область
25. Лукін Макар Михайлович, Воронезька область
26. Лукін Сергій Георгійович, Смоленська область
27. Лук'янова Антоніна Миколаївна, Ленінград
28. Львов Віктор Костянтинович, Ленінград
29. Любимов Олександре Васильовичу, Тамбовська область
30. Любін Аркадій Йосипович, Ленінградська область
31. Лях Максим Васильович, Краснодарський край

## М
1. Мавлютова Магрифа Закіївна, Башкирська АРСР
2. Магомедов Джамалутдін Махмудович, Дагестанська АРСР
3. Майоров Прокіп Васильович, Москва
4. Майорова Галина Олександрівна, Горьковська область
5. Макагонов Семен Олексійович, Далекосхідний край
6. Макаров Олександр Васильович, Ярославська область
7. Макарова Олександра Михайлівна, Івановська область
8. Макарова Парасковія Семенівна, Ленінград
9. Максимов Іван Максимович, Рязанська область
10. Максимов Іван Якович, Кримська АРСР
11. Максимов Семен Олексійович, Удмуртська АРСР
12. Максимова Анастасія Ігнатівна, Тульська область
13. Максимова Ніна Олександрівна, Івановська область
14. Маленков Георгій Максиміліанович, Московська область
15. Малигін Максим Іванович, Тамбовська область
16. Малишев Борис Олександрович, Іркутська область
17. Малишев Олександр Якович, Куйбишевська область
18. Малінін Олексій Опанасович, Чуваська АРСР
19. Мальцев Іван Олександрович, Новосибірська область
20. Маркова Антоніна Іванівна, Ленінградська область
21. Маркова Парасковія Спиридонівна, Орловська область
22. Мартехов Юхим Тимофійович, Ленінград
23. Марченко Герасим Петрович, Карельська АРСР
24. Марченко Григорій Сазонович, Орловська область
25. Масленнікова Євдокія Василівна, Москва
26. Матвєєв Яків Семенович, Алтайський край
27. Матузенко Степан Тарасович, Карельська АРСР
28. Матулевич Іван Йосипович, Смоленська область
29. Медведєв Іван Михайлович, Свердловська область
30. Медведєв Сергій Кирилович, Івановська область
31. Медведєва Марія Павлівна, Орджонікідзевський край
32. Меджитов Арслан Ізмаїлович, Кримська АРСР
33. Мельников Василь Васильович, Воронезька область
34. Мельников Порфирій Архипович, Краснодарський край
35. Менбарієв Абдул Джелаль Хайрулла, Кримська АРСР
36. Мехліс Лев Захарович, Московська область
37. Мимрін Павло Симонович, Удмуртська АРСР
38. Миронов Сергій Наумович, Горьковська область
39. Мікоян Анастас Іванович, Ростовська область
40. Мітюшов Сергій Миколайович, Красноярський край
41. Міхєєв Володимир Дмитрович, Далекосхідний край
42. Міхельсон Артур Іванович, Кримська АРСР
43. Мозголов Олександр Костянтинович, Рязанська область
44. Моллаєв Суп'ян Кагірович, Чечено-Інгушська АРСР
45. Молотов В'ячеслав Михайлович, Москва
46. Мордвінов Аркадій Григорович, Москва
47. Мосолов Василь Петрович, Татарська АРСР
48. Мошкова, Олена Миколаївна, Калінінська область

## Н
1. Назаров Олексій Іванович, Орловська область
2. Назаров Костянтин Іванович, Оренбурзька область
3. Назаров Петро Максимович, Саратовська область
4. Назаров Роман Капітонович, Москва
5. Наконечний Іван Тимофійович, Ростовська область
6. Нарейко Євген Терентійович, Івановська область
7. Нартова Катерина Дмитрівна, Московська область
8. Наташенкова Ольга Авер'янівна, Смоленська область
9. Наумов Михайло Іванович, Московська область
10. Недосєкін Віктор Іванович, Свердловська область
11. Нестеров Анатолій Інокентійович, Краснодарський край
12. Нікітін Олександр Михайлович, Орловська область
13. Нікітченко Іона Тимофійович, Калінінська область
14. Нікіфоров Федір Олексійович, Архангельська область
15. Ніколаєв Тимофій Леонтійович, Свердловська область
16. Ніколаєва Олена Фадіївна, Смоленська область
17. Ніколаєв-Журид Микола Галактіонович, Воронезька область
18. Нікольський Євген Петрович, Алтайський край
19. Ніконов Андрій Миколайович, Калінінська область
20. Новиков Віктор Олексійович, Горьковська область
21. Новиков Іван Якович, Ленінградська область
22. Новиков Гнат Трохимович, Саратовська область
23. Новичков Дмитро Семенович, Далекосхідний край
24. Новичков Федот Афіногенович, Челябінська область
25. Норманський Павло Іванович, Краснодарський край
26. Носанов Микола Іванович, Іркутська область
27. Носов Федір Степанович, Московська область

## О
1. Овчинников Василь Григорович, Алтайський край
2. Овчинников Георгій Іванович, Вологодська область
3. Одинцова Агрипіна Семенівна, Кіровська область
4. Озерова Уляна Федорівна, Новосибірська область
5. Оніка Дмитро Григорович, Ростовська область
6. Опойкова Софія Минаївна, Смоленська область
7. Орєшкіна Катерина Єгорівна, Челябінська область
8. Орлов Петро Семенович, Москва
9. Остряков Леонтій Давидович, Чуваська АРСР
10. Охріменко Овсій Захарович, Далекосхідний край

## П
1. Павлов Дмитро Васильович, Татарська АРСР
2. Памфілов Костянтин Дмитрович, Свердловська область
3. Панков Петро Іванович, Челябінська область
4. Панкратьєв Михайло Іванович, Омська область
5. Папівіна Віра Степанівна, Московська область
6. Парамонов Олександр Леонтійович, Ярославська область
7. Паршин Петро Іванович, Челябінська область
8. Паршуков Іван Кирилович, Іркутська область
9. Пеньков Максим Андрійович, Оренбурзька область
10. Первишин Степан Антонович, Архангельська область
11. Первухін Михайло Георгійович, Московська область
12. Петрашов Авраам Антонович, Воронезька область
13. Петров Микола Григорович, Ленінградська область
14. Пивоварова Ганна Миколаївна, Марійська АРСР
15. Пирожков Павло Никифорович, Рязанська область
16. Пігалєв Дмитро Матвійович, Сталінградська область
17. Піскарьов Олексій Петрович, Московська область
18. Позднякова Олена Іванівна, Алтайський край
19. Полежаєва Глікерія Єфремівна, Мордовська АРСР
20. Полікарпов Борис Михайлович, Воронезька область
21. Поляков Аркадій Васильович, Воронезька область
22. Поляков Григорій Іванович, Сталінградська область
23. Полякова Клавдія Федорівна, Московська область
24. Попков Петро Сергійович, Ленінград
25. Попов Василь Федорович, Татарська АРСР
26. Попов Іван Кіндратович, Оренбурзька область
27. Попов Олексій Миколайович, Орджонікідзевський край
28. Попов Панас Васильович, Воронезька область
29. Попов Яків Степанович, Свердловська область
30. Попова Дарія Костянтинівна, Челябінська область
31. Попова Марія Миронівна, Марійська АРСР
32. Пракова Ксенія Герасимівна, Куйбишевська область
33. Предтеченський Олександр Михайлович, Івановська область
34. Прибок Віктор Іванович, Куйбишевська область
35. Прокоф'єв Олексій Прокопович, Вологодська область
36. Пронін Василь Прохорович, Москва
37. Пронін Павло Іванович, Горьковська область
38. Протасов Михайло Васильович, Курська область
39. Пюрвеєв Дорджі Пюрвеєвич, Калмицька АРСР

## Р
1. Рагузова Анастасія Іванівна, Горьковська область
2. Рассказов Андрій Єфремович, Смоленська область
3. Рачков Борис Петрович, Воронезька область
4. Реброва Ганна Іванівна, Воронезька область
5. Ревенко Глікерія Стефанівна, Курська область
6. Резепов Іван Тимофійович, Мордовська АРСР
7. Рессін Ілля Залманович, АРСР Німців Поволжя
8. Рибалов Панас Іванович, Новосибірська область
9. Рижов Григорій Іванович, Орджонікідзевський край
10. Рижова Марія Іванівна, Курська область
11. Ричков Микола Михайлович, Курська область
12. Рогінський Григорій Костянтинович, Кіровська область
13. Рогов Іван Васильович, Курська область
14. Родін Володимир Терентійович, Воронезька область
15. Родіна Єфросинія Іванівна, Курська область
16. Родіонов Михайло Іванович, Горьковська область
17. Рожков Іван Матвійович, Орловська область
18. Рожкова Тетяна Андріївна, Ростовська область
19. Романов Данило Григорович, Челябінська область
20. Рошаль Лев Борисович, Читинська область
21. Рубичев Анатолій Тимофійович, Рязанська область
22. Руминська Галина Тимофіївна, Омська область
23. Русіна Марія Іванівна, Калінінська область
24. Рябов Михайло Андрійович, Башкирська АРСР
25. Рязанцев Іван Захарович, Воронезька область
26. Ряшин Олександр Павлович, Смоленська область

## С
1. Саєнко Георгій Несторович, Омська область
2. Саламов Кермен Павлович, Куйбишевська область
3. Саломахін Павло Якович, Ярославська область
4. Саніна Тетяна Іванівна, Ленінградська область
5. Сартаков Григорій Ілліч, Свердловська область
6. Саричева Марія Василівна, Московська область
7. Саутін Іван Васильович, Рязанська область
8. Сафонов Михайло Іванович, Ленінградська область
9. Сафронов Микола Андрійович, Іркутська область
10. Свиридов Борис Іванович, Краснодарський край
11. Семенов Ілля Сергійович, Смоленська область
12. Семенов Олександр Михайлович, Челябінська область
13. Семенов Федір Кирилович, Свердловська область
14. Сербинов Михайло Григорович, Краснодарський край
15. Сергєєв Іван Трохимович, Рязанська область
16. Сергєєв Микола Ілліч, Смоленська область
17. Сергєєв Олександр Олексійович, Ленінград
18. Сергєєв Петро Степанович, Івановська область
19. Сергєєва Анастасія Дмитрівна, Москва
20. Сердюкова Клавдія Родіонівна, Ленінградська область
21. Сетієва Хама Сетіївна, Чечено-Інгушська АРСР
22. Сєдін Іван Корнійович, Тамбовська область
23. Сєдов Олександр Михайлович, Свердловська область
24. Сидоренко Лев Олексійович, Курська область
25. Сидоров Іван Іванович, Москва
26. Сидорова Ніна Володимирівна, Горьковська область
27. Силкін Григорій Петрович, Тамбовська область
28. Симашов Дмитро Петрович, Башкирська АРСР
29. Симонов Сергій Гаврилович, Удмуртська АРСР
30. Сироткін Олександр Савелійович, Новосибірська область
31. Сиртланов Шаймардан Андар'янович, Башкирська АРСР
32. Сирчін Михайло Якович, Новосибірська область
33. Сититов Михайло Степанович, Калінінська область
34. Ситникова Марія Петрівна, Орловська область
35. Скорняков Микола Юхимович, Мурманська область
36. Скринников Семен Омелянович, Краснодарський край
37. Скрябін Григорій Лаврентійович, Куйбишевська область
38. Скулков Дмитро Тимофійович, Орловська область
39. Слєпой Абрам Якович, Омська область
40. Смирнов Дмитро Петрович, Карельська АРСР
41. Смирнов Павло Кузьмич, Алтайський край
42. Смицькой Андрій Артемович, Тамбовська область
43. Соболєв Михайло Петрович, Челябінська область
44. Соболєв Сергій Львович, Москва
45. Соколов Іван Іванович, Рязанська область
46. Соколова Антоніна Андріївна, Кримська АРСР
47. Соловйов Анатолій Васильович, Удмуртська АРСР
48. Соловйов Олександр Миколайович, Башкирська АРСР
49. Соловйова Ганна Іванівна, Ярославська область
50. Солодилов Андрій Петрович, Кіровська область
51. Солоніцин Микола Олексійович, Орловська область
52. Сомов Олександр Васильович, Чуваська АРСР
53. Сорокін Олександр Олександрович, Красноярський край
54. Сорокіна Анастасія Кузьмівна, Рязанська область
55. Соснін Леонід Антонович, Новосибірська область
56. Сочньова Зоя Йоакимівна, Челябінська область
57. Сталін Йосип Віссаріонович, Москва
58. Стальський Мусаїб Сулейманович, Дагестанська АРСР
59. Старкова Єлизавета Юхимівна, Красноярський край
60. Староторжський Олександр Павлович, Калінінська область
61. Степаненко Петро Григорович, Далекосхідний край
62. Степанов Сергій Єгорович, Красноярський край
63. Степанова Зінаїда Іванівна, Калінінська область
64. Столяров Олександр Михайлович, Башкирська АРСР
65. Столяров Юхим Миколайович, Калінінська область
66. Ступов Олексій Дмитрович, Орджонікідзевський край
67. Субботін Микита Єгорович, Тамбовська область
68. Суліманов Халіл Суліманович, Горьковська область
69. Сунцова Любов Костянтинівна, Удмуртська АРСР
70. Сурніна Антоніна Гаврилівна, Кіровська область
71. Суслов Михайло Андрійович, Ростовська область

## Т
1. Табаков Микола Григорович, Краснодарський край
2. Тамара Олександр Пилипович, Новосибірська область
3. Танигіна Марія Іванівна, Новосибірська область
4. Тараненко Олексій Георгійович, Орджонікідзевський край
5. Тарасов Павло Сергійович, Московська область
6. Тарасов Тимофій Захарович, Архангельська область
7. Татаринов Дмитро Іванович, Башкирська АРСР
8. Тафінцева Людмила Григорівна, Воронезька область
9. Тимофєєв Дмитро Олександрович, Москва
10. Тимофєєва Софія Микитівна, Марійська АРСР
11. Тинчеров Амін Халілович, Татарська АРСР
12. Титенков Дмитро Тимофійович, Курська область
13. Ткачов Іван Андрійович, Оренбурзька область
14. Тлебзу Морем Хапатиківна, Краснодарський край
15. Толкачов Микола Іванович, Челябінська область
16. Толстоброва Домна Климентіївна, Кіровська область
17. Томіліна Марія Павлівна, Москва
18. Торопчонов Сергій Миколайович, Калінінська область
19. Тояркова Ганна Захарівна, Омська область
20. Третьяков Модест Тихонович, Горьковська область
21. Третьякова Харитина Василівна, Архангельська область
22. Трифонов Іван Васильович, Алтайський край
23. Трифонов Олександр Степанович, Омська область
24. Трухачов Петро Васильович, Алтайський край
25. Тхугова Тайбат Ахмедівна, Краснодарський край

## У
1. Угаров Олександр Іванович, Москва
2. Улибін Сергій Юхимович, Горьковська область

## Ф
1. Фазлєєв Абдрахман Бурганович, Татарська АРСР
2. Фазліахметова Закія Фазліахметівна, Башкирська АРСР
3. Фаттахов Ібрагім Ісламович, Башкирська АРСР
4. Федоров Всеволод Тихонович, Мордовська АРСР
5. Федорова Євдокія Михайлівна, Ленінград
6. Федорова Зінаїда Тихонівна, Москва
7. Філімонов Петро Данилович, Татарська АРСР
8. Філіпов Андрій Федорович, Тамбовська область
9. Філіпов Аркадій Олександрович, Іркутська область
10. Філіпов Василь Трифонович, Тамбовська область
11. Філіпов Федір Микитович, Орловська область

## Х
1. Хабібулін Газіс, Свердловська область
2. Хазан Дора Мойсеївна, Івановська область
3. Хакімова Шамсія Газіївна, Башкирська АРСР
4. Халєєв Іларіон Петрович, Далекосхідний край
5. Хасбітдінов Магзум Хасбітдінович, Башкирська АРСР
6. Хітова Катерина Василівна, Рязанська область
7. Хльосткіна Ганна Василівна, Башкирська АРСР
8. Хлюпова Євдокія Олексіївна, Московська область
9. Хозін Михайло Семенович, Ленінградська область
10. Хорхорін Григорій Сергійович, Читинська область
11. Хохлов Іван Сергійович, Московська область
12. Храмова Ганна Михайлівна, Омська область
13. Хрипункова Євдокія Тимофіївна, Сталінградська область
14. Хромов Іван Гаврилович, Рязанська область
15. Худяєва Ганна Юхимівна, Комі АРСР
16. Худяков Петро Тимофійович, Читинська область

## Ц
1. Цвєткова Парасковія Никандрівна, Ярославська область
2. Цесарський Володимир Юхимович, Московська область
3. Циремпілон Доржі Циремпілович, Бурят-Монгольська АРСР

## Ч
1. Чадаєв Яків Єрмолайович, Кіровська область
2. Чалова Валентина Антонівна, Курська область
3. Чапліна Євдокія Володимирівна, Воронезька область
4. Чеботарьов Андрій Володимирович, Ростовська область
5. Чеботок Кузьма Петрович, Новосибірська область
6. Челухов Михайло Васильович, Москва
7. Чембулатов Михайло Андрійович, Мордовська АРСР
8. Червов Іван Михайлович, Красноярський край
9. Черенкова Ганна Василівна, Орловська область
10. Черкасов Микола Костянтинович, Ленінград
11. Черненко Семен Федорович, Тамбовська область
12. Чертигашев Іван Федорович, Красноярський край
13. Чирін Петро Петрович, Московська область
14. Чихачов Микола Михайлович, Івановська область
15. Чихунов Семен Дмитрович, Далекосхідний край
16. Чмир Наталія Микитівна, Новосибірська область
17. Чорнокозов Хрисанф Павлович, Чечено-Інгушська АРСР
18. Чукланов Василь Михайлович, Мордовська АРСР
19. Чуфирін Іван Сергійович, Московська область
20. Чуянов Олексій Семенович, Сталінградська область

## Ш
1. Шабалін Семен Іванович, Далекосхідний край
2. Шабурова Марія Олександрівна, Тамбовська область
3. Шагов Іван Іванович, Челябінська область
4. Шапіро Ісаак Ілліч, Рязанська область
5. Шарапов Василь Андрійович, Новосибірська область
6. Шарифуліна Ракія Фазлімухаметівна, Башкирська АРСР
7. Шаров Микола Давидович, Сталінградська область
8. Шатунов Павло Григорович, Ленінградська область
9. Шахурін Олексій Іванович, Ярославська область
10. Шацький Олексій Федорович, Івановська область
11. Шашков Зосима Олексійович, Татарська АРСР
12. Шевченко Михайло Антонович, Орловська область
13. Шелест Яків Петрович, Краснодарський край
14. Шестерко Данило Лук'янович, Ростовська область
15. Шикіна Клавдія Іллівна, Саратовська область
16. Шихранов Гурій Єфремович, Татарська АРСР
17. Шкірятов Матвій Федорович, Тульська область
18. Шкунова Федосія Василівна, Горьковська область
19. Шльонов Дмитро Васильович, Удмуртська АРСР
20. Шмельков Микола Іванович, Воронезька область
21. Шолохова Катерина Іванівна, Калінінська область
22. Шпилько Назар Трохимович, Краснодарський край
23. Шубаріна Олександра Федосіївна, Вологодська область
24. Шуклін Олексій Омелянович, Алтайський край

## Щ
1. Щербакова Капітоліна Олександрівна, Читинська область

## Ю
1. Юдін Михайло Володимирович, Ленінград
2. Юмашев Іван Степанович, Кримська АРСР
3. Юревич Віктор Іванович, Кіровська область
4. Юровських Артемій Захарович, Челябінська область

## Я
1. Яковлєв Всеволод Федорович, Читинська область
2. Ярцев Віктор Володимирович, Далекосхідний край
3. Ястребов Сергій Петрович, Горьковська область
4. Яшечкін Пилип Васильович, Оренбурзька область